# Interventionismus
Interventionismus bezeichnet allgemein die Neigung oder Bereitschaft eines Staates, in die Vorgänge in einem fremden Bereich (etwa im Ausland oder in der Privatwirtschaft) aktiv mit politischen oder militärischen Maßnahmen einzugreifen.

## Außenpolitik
Im Bereich der Außenpolitik wird damit eine politische Richtung bezeichnet, politisch oder militärisch in die Belange anderer Staaten zu intervenieren. Der Interventionismus steht hier im Gegensatz zum Isolationismus.

## Ökonomie
In der Wirtschaftswissenschaft bezeichnet Interventionismus die in einer grundsätzlich marktwirtschaftlich geordneten Volkswirtschaft bestehende Neigung des Staates, in die Wirtschaft einzugreifen, zu „intervenieren“. Es geht dabei in erster Linie um Maßnahmen, die über die Gestaltung der gesetzlichen und ökonomischen Rahmenbedingungen des Wirtschaftens (Ordnungspolitik) hinausgehen und in die Wirtschaftsprozesse eingreifen (Prozesspolitik).

## Verschiedenes
Am 26. Januar 2017 erklärte die britische Premierministerin Theresa May in einer Rede vor republikanischen Kongressabgeordneten in Philadelphia die britische Einmischungspolitik (Intervention) in souveräne Staaten (u. a. Irak, Libyen, Ägypten, Jemen, Ukraine), um sie nach ihren Idealen zu formen, für beendet. Sie schloss sich damit dem angekündigten Kurswechsel der US-Außenpolitik nach der Wahl Donald Trumps zum Präsidenten der USA im November 2016 an.